# Механічна лопата

Механічна лопата (рос. механическая лопата, англ. (power) shovel, нім. Tiefbagger m, Tieflöffel m (Löffelbagger m) — самохідна повноповоротна виймально-навантажувальна машина (одноковшовий екскаватор), у якої рухомі елементи переміщуються з допомогою механічних передавальних пристроїв. Хід механічних лопат переважно гусеничний, рідше пневмоколісний.

## Види
- Пряма лопата — забезпечує копання рухом стріли з ковшем від машини і догори, як правило, вище рівня її встановлення.
- Зворотна лопата — забезпечує копання рухом стріли і руків'я з ковшем вниз і у напрямку до самої машини, як правило, нижче за рівень її установлення.